# Tridacna (ö)
Tridacna är en ö i Kiribati.   Den ligger i örådet Caroline och ögruppen Linjeöarna, i den västra delen av landet, 4 300 km öster om huvudstaden Tarawa. Arean är 0,16 kvadratkilometer.
Terrängen på Tridacna är mycket platt. Den sträcker sig 0,5 kilometer i nord-sydlig riktning, och 0,6 kilometer i öst-västlig riktning.